# Prvobitna zajednica
Prvobitna zajednica je najstariji oblik društvenog uređenja, u kojem su sva sredstva za proizvodnju bila zajednička, a raspodjela onoga što se pribavi podjednaka.

## Razvoj prvobitne zajednice
Prvobitna zajednica obuhvaća vremenski dugo razdoblje od pojave čovjeka, pa do časa kada se počelo proizvoditi više nego što je potrebno za goli opstanak. Sredstva za proizvodnju i višak rada prisvajaju pojedinci, čovjek počinje izrabljivati drugog čovjeka, nastaje država, počinje era robovlasništva i raspada se prvobitna zajednica.